# Melanerpes portoricensis
Melanerpes portoricensis là một loài chim trong họ Picidae.
Đây chim gõ kiến duy nhất đặc hữu của quần đảo Puerto Rico và là một trong năm loài thuộc chi Melanerpes hiện diện trong Antilles.